# Brauweiler (Rheinland-Pfalz)

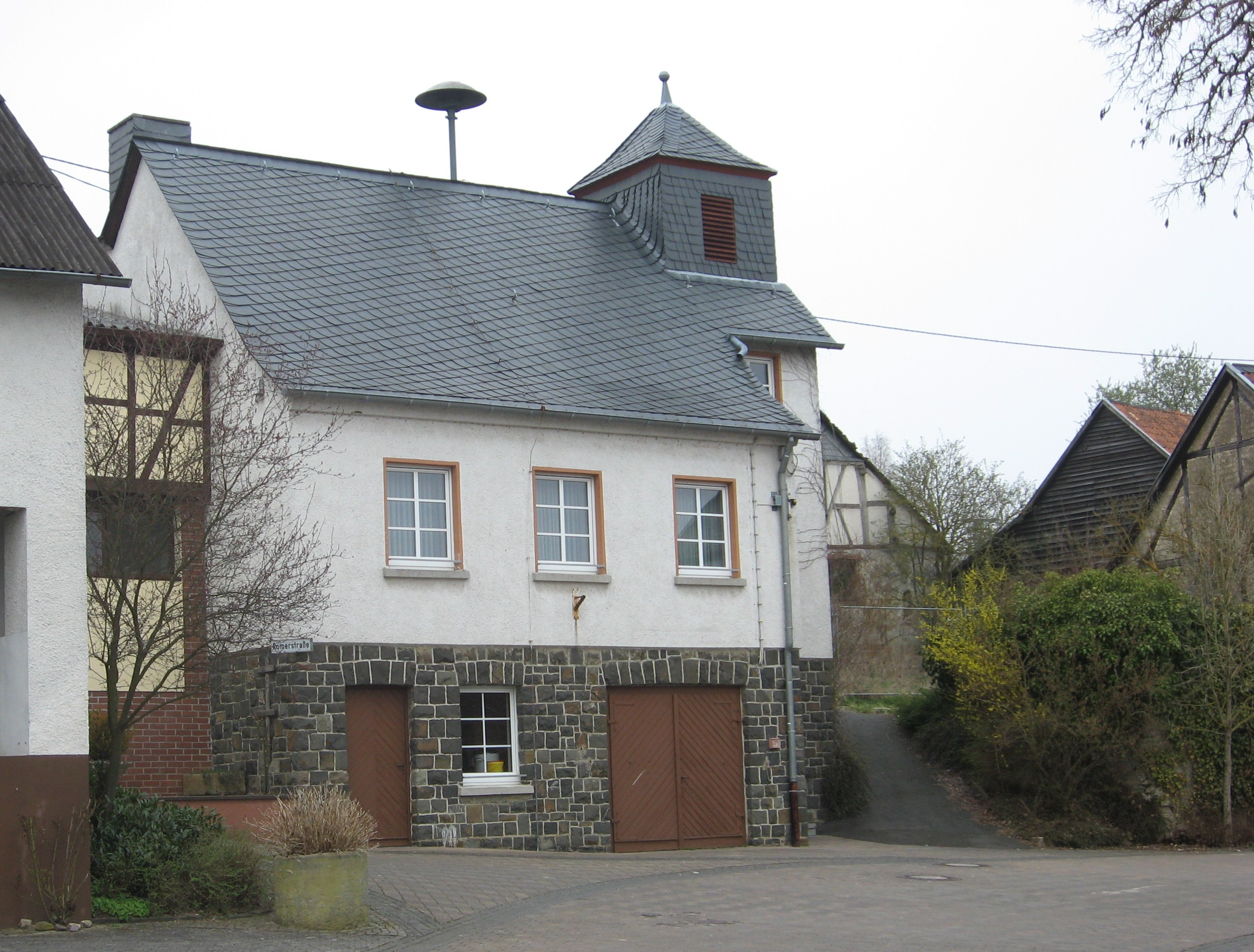
Das Gemeindehaus in der Ortsmitte

Brauweiler ist eine Ortsgemeinde im Landkreis Bad Kreuznach in Rheinland-Pfalz. Sie gehört der Verbandsgemeinde Kirner Land an. Die Gemeinde hat mit 1,6 % den geringsten Anteil an Katholiken in Rheinland-Pfalz.

## Geographie
Der Ort liegt im südlichen Hunsrück auf 323 Metern Höhe auf der westlichen Soonvorstufe oberhalb des Kellenbachs und der Ortsgemeinde Simmertal.

## Geschichte
Zahlreiche vorgeschichtliche Bodenfunde aus verschiedenen Zeitepochen bezeugen, dass die Gemarkung des Ortes schon sehr früh besiedelt wurde. Die ältesten Funde stammen schon aus der jüngeren Steinzeit (3500–1800 v. Chr.).
Der Ortsname erscheint 1380 als „Pruwilre“ und geht zurück auf die Grundform „Brunen-wilre“, die als Hofgut des Bruno gedeutet werden kann.
Das Dorf gehörte ursprünglich zur Großgemarkung Simmern unter Dhaun, eine Banngrundherrschaft der Reichsabtei St. Maximin vor Trier, in welcher die Wildgrafen von Dhaun das Vogteirecht ausübten.
Im Spätmittelalter unterstand Brauweiler der sponheimischen Herrschaft Koppenstein. Die Grenzlage des Dorfes innerhalb des Amtes Koppenstein führte mit den auf Dhaun ansässigen Wild- und Rheingrafen häufig zu Streitigkeiten, weil grund- und gerichtsherrschaftliche Rechte nicht genau geklärt waren. Von rheingräflicher Seite aus wurde beispielsweise argumentiert, dass die Brauweiler Gemeinde außerhalb ihrer Bannzäune weder eine eigene Gemarkung noch irgendwelche Rechte hätte, sondern mit den Einwohnern von Simmern unter Dhaun Wasser und Weide gemeinsam nutzen würde. Der Dhauner Wild- und Rheingraf beanspruchte auch das Privileg der Fischerei, der Jagd und des Holzeinschlags in der dortigen Gemarkung. Vom pfälzischen Schiedsgericht wurde dies bestritten und entschieden, diese Rechte hätten den Grafen von Sponheim zugestanden. Brauweiler blieb bis zum Ende des 18. Jahrhunderts Bestandteil des Amtes Koppenstein, das dem badischen Oberamt Kirchberg unterstellt war.
Kirchlich war Brauweiler stets der Pfarrei Simmern unter Dhaun zugeteilt.
Nach der französischen Okkupation des linksrheinischen Gebietes und der 1798 begonnenen Gebiets- und Verwaltungsreform wurde Brauweiler der Mairie Monzingen zugeordnet. Monzingen blieb auch unter der preußischen Verwaltung (nach 1815) Sitz der für Brauweiler zuständigen Bürgermeisterei (1927 umbenannt in Amt). Nach Auflösung des Amtes Monzingen kam Brauweiler ab 1970 zur Verbandsgemeinde Kirn-Land.

## Politik

### Bürgermeister
Heinz Fuchs wurde im Juni 2024 zum Ortsbürgermeister von Brauweiler gewählt.
Der Vorgänger war Karl-Jürgen Barth. Bei der Kommunalwahl am 26. Mai 2019 wurde er in seinem Amt bestätigt.

### Wappen
| Wappen von Brauweiler | Blasonierung: „Schild geteilt, oben in Schwarz eine goldene Gewandfibel, unten blau-golden geschacht.“ |
| Wappen von Brauweiler | Wappenbegründung: Die Gewandfibel wurde 1936 bei Ausgrabungen in der Gemarkung Brauweiler gefunden. Sie stammt aus der Latènezeit und zeigt einen Schlangenkörper mit einem Vogelkopf. Das Original ist im Römisch-Germanischen Zentralmuseum in Mainz. Die untere Schildhälfte verweist auf die ehemalige Zugehörigkeit zur vorderen Grafschaft Sponheim. Der Gemeinderat beauftragte den Grafiker Brust, Kirnsulzbach, einen Entwurf für ein Gemeindewappen zu erarbeiten. In der Sitzung am 12. August 1977 nahm der Rat den vorgelegten Entwurf an. Nach Zustimmung durch das Staatsarchiv erteilte das Ministerium des Innern in Mainz am 7. Dezember 1977 die Genehmigung zur Führung eines eigenen Wappens. |

## Wirtschaft und Infrastruktur
Brauweiler ist nur über eine Stichstraße, die von der B 421 abzweigt zu erreichen. Im Süden verläuft die Bundesstraße 41. Im nahen Martinstein ist ein Bahnhof der Bahnstrecke Bingen–Saarbrücken.